# Ric Ocasek
Ric Ocasek, egentligen Richard Theodore Otcasek, född 23 mars 1944 i Baltimore, Maryland, död 15 september 2019 i New York, var en amerikansk musiker och musikproducent. Han var sångare och kompgitarrist i rockgruppen The Cars och debuterade som soloartist med albumet Beatitude 1982. Ocasek producerade album åt bland andra Suicide, Weezer, Bad Religion och No Doubt.
Ocasek valdes 2018, tillsammans med övriga bandmedlemmar i The Cars, in i Rock and Roll Hall of Fame and Museum.
Ocasek gifte sig tre gånger. Sitt tredje äktenskap ingick han 1989 med fotomodellen Paulina Porizkova, som han träffade under videoinspelningen av låten "Drive". De flyttade isär ett par år före hans död utan att skilja sig.

## Diskografi
Soloalbum
- 1982 – Beatitude
- 1986 – This Side of Paradise
- 1990 – Fireball Zone
- 1993 – Quick Change World
- 1993 – Negative Theater
- 1996 – Getchertikitz
- 1997 – Troublizing
- 2005 – Nexterday

Solosinglar
- 1983 – "Something to Grab For"
- 1983 – "Jimmy Jimmy"
- 1983 – "Connect Up to Me"
- 1986 – "Emotion in Motion" (#1 på US Rock)[9]
- 1986 – "True to You"
- 1991 – "Rockaway"

Studioalbum med the Cars
- 1978 – The Cars
- 1979 – Candy-O
- 1980 – Panorama
- 1981 – Shake It Up
- 1984 – Heartbeat City
- 1987 – Door to Door
- 2011 – Move Like This